# Emil Langer
Emil Langer (7. listopadu 1911 – 24. května 2000) byl český elektrotechnik, vysokoškolský pedagog a rektor Vysoké školy strojní a elektrotechnické v Plzni.
V letech 1941-50 pracoval ve Škodových závodech v Plzni, v letech 1950-60 jako vedoucí výzkumu a vývoje Závodů elektrotepelných zařízení v Praze. V roce 1960 byl jmenován profesorem na Vysoké škole strojní a elektrotechnické v Plzni, v letech 1960-63 byl prvním děkanem fakulty elektrotechnické VŠSE a následně v letech 1966-69 školu vedl jako rektor.